# Guadua glomerata
La Guadua glomerata (bambú) es una especie de plantas de la subfamilia de las gramíneas Bambusoideae, que tiene su hábitat en la selva tropical húmeda a orillas de los ríos. Propia de las selvas sudestes venezolanas, y se extiende por las selvas de las Guyanas; y en Brasil, Colombia, Guyana, Perú, Surinam.

## Descripción
Planta rizomatosa, algo trepadora, erecta en la base. Cañas de 4-9 m de altura. Láminas foliares linear-lanceoladas, desiguales en tamaño.
Inflorescencia aglomerada; pseudoespiguillas glabras, oblongolanceoladas; lema abrazando a la palea.